# 3272 Tillandz
3272 Tillandz è un asteroide della fascia principale. Scoperto nel 1938, presenta un'orbita caratterizzata da un semiasse maggiore pari a 2,2435058 UA e da un'eccentricità di 0,0924853, inclinata di 3,92637° rispetto all'eclittica.